# Сарыаркинский район
Район Сарыарка (каз. Сарыарқа ауданы / Saryarqa audany) — административно-территориальная единица города Астаны. Образован 6 мая 1998 года.

## Территория

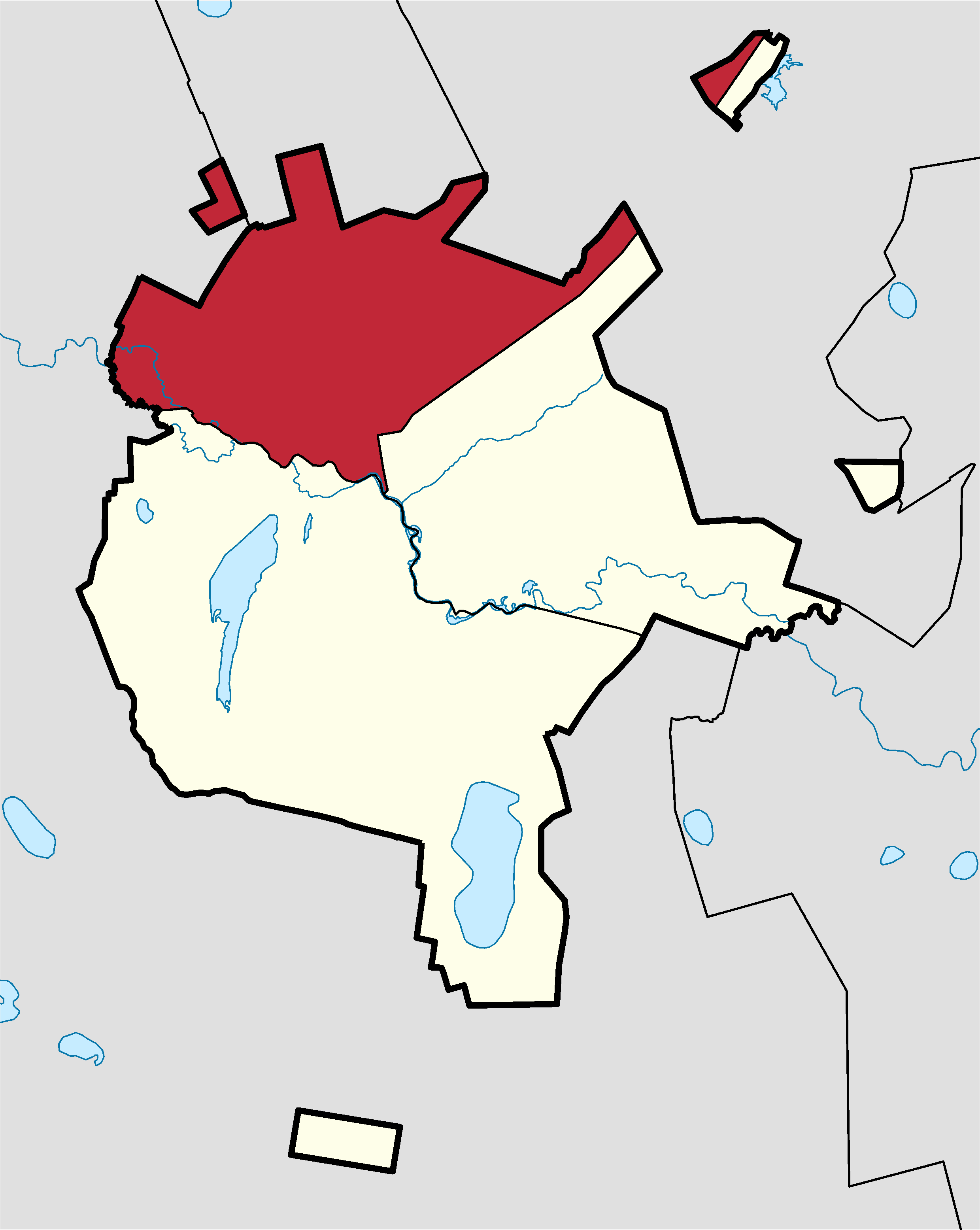
Территория Сарыаркинского района до 16 марта 2018 года

До 16 марта 2018 года площадь района составляла 196,62 км².
16 марта 2018 года бо́льшая часть территории района была передана в состав новообразованного Байконурского района и сократилась до 67,76 км².

## Население
| Численность населения | Численность населения | Численность населения | Численность населения | Численность населения |
| 2013                  | 2014                  | 2015                  | 2016                  | 2017                  |
| --------------------- | --------------------- | --------------------- | --------------------- | --------------------- |
| 311 723               | ↗332 604              | ↗346 200              | ↗353 702              | ↗378 938              |
| 2018                  | 2019                  | 2022                  |                       |                       |
| ↗384 806              | ↘329 398              | 345 955               |                       |                       |

Национальный состав (на начало 2019 года):
- казахи — 239 697 чел. (72,77 %)
- русские — 57 496 чел. (17,45 %)
- украинцы — 5 677 чел. (1,72 %)
- татары — 4 532 чел. (1,38 %)
- узбеки — 3 660 чел. (1,11 %)
- немцы — 3 436 чел. (1,04 %)
- корейцы — 1 937 чел. (0,59 %)
- киргизы — 1 801 чел. (0,55 %)
- белорусы — 1 633 чел. (0,50 %)
- азербайджанцы — 1 591 чел. (0,48 %)
- ингуши — 1 332 чел. (0,40 %)
- поляки — 1 042 чел. (0,32 %)
- армяне — 450 чел. (0,14 %)
- башкиры — 437 чел. (0,13 %)
- чеченцы — 407 чел. (0,12 %)
- уйгуры — 364 чел. (0,11 %)
- молдоване — 307 чел. (0,09 %)
- другие — 3 599 чел. (1,09 %)
- Всего — 329 398 чел. (100,00 %)

## Акимы
1. Тихонюк, Николай Петрович (02.1999 — 08.2002)[11]
2. Акчурин, Асхат Харисович (08.2002 — 04.2004)[12]
3. Ахметов, Сапар Кайратович (04.2004 — 09.2007)[13]
4. Ерекболат Амангелдыулы Кабылда (2007 — 2008)
5. Мустафина, Сабила Сапаровна (04.2008 — 11.2011)[14]
6. Оспанов, Ермек Сабырбекович (11.2011  — 07.2013)[15]
7. Булекпаев, Ермаганбет Кабдулович (07.2013 — 11.2015)[16]
8. Кулагин, Павел Сергеевич ноября 2015 — 20.10.2016[17]
9. Турлубек, Арман Алашулы (20.10.2016 — 02.2018)[18]
10. Егемберды, Ергали Куандыкулы (02.2019 — 10.2020[19]
11. Байкен, Есет Берикулы (10.2020-02.2022)
12. Жумагулов, Жусуп Рахатович (02.2022-04.2023)
13. Ералы, Бауыржан (12 апреля 2023 года — 29 марта 2025 года)[20][21]

## Населённые пункты, бывшие на месте района
- Коктал
- Агрогородок
- Мясокомбинат
- Лесозавод
- Чеченский край
- Золотой квадрат